# Caiac canoe la Jocurile Olimpice de vară din 2020 - K-4 500 m feminin
Proba feminină de caiac K-4 500 de metri de la Jocurile Olimpice de vară din 2020 a avut loc în perioada 6-7 august 2021 pe Sea Forest Waterway. 
La această probă vor participa 10 echipaje. Dintre acestea, 6 vor fi selectate în urma Campionatului Mondial din 2019. Locurile rămase vor fi distribuite după calificările regionale. Celelalte vor primi câte unul, cu excepția Asiei care nu va organiza calificări.

## Program
Orele sunt ora Japoniei (UTC+9) 
| Data                   | Timp        | Etapă                      |
| ---------------------- | ----------- | -------------------------- |
| Vineri, 6 august 2021  | 10:30 12:05 | Calificări Sfert de finală |
| Sâmbătă, 7 august 2021 | 9:52 12:37  | Semifinale Finala          |

## Rezultate
Primele două echipaje din fiecare serie se califică în semifinale, iar celelalte se califică pentru sferturile de finală.

### Calificări

#### Seria 1
| Loc | Culoar | Canotoare                                                                     | Țară          | Timp     | Note |
| --- | ------ | ----------------------------------------------------------------------------- | ------------- | -------- | ---- |
| 1   | 4      | Danuta Kozák Tamara Csipes Anna Kárász Dóra Bodonyi                           | Ungaria       | 1:33,335 | SE   |
| 2   | 2      | Lisa Carrington Alicia Hoskin Caitlin Regal Teneale Hatton                    | Noua Zeelandă | 1:33,959 | SE   |
| 3   | 5      | Marharyta Makhneva Nadzeya Papok Volha Khudzenka Maryna Litvinchuk            | Belarus       | 1:34,785 | SF   |
| 4   | 7      | Andréanne Langlois Michelle Russell Alanna Bray-Lougheed Madeline Schmidt     | Canada        | 1:38,971 | SF   |
| 5   | 3      | Manon Hostens Vanina Paoletti Sarah Guyot Léa Jamelot                         | Franța        | 1:39,032 | SF   |
| 6   | 6      | Mariia Kichasova-Skoryk Liudmyla Kuklinovska Anastasiia Todorova Mariya Povkh | Ucraina       | 1:39,224 | SF   |

#### Seria 2
| Loc | Culoar | Canotoare                                                                    | Țară      | Timp     | Note |
| --- | ------ | ---------------------------------------------------------------------------- | --------- | -------- | ---- |
| 1   | 3      | Karolina Naja Anna Puławska Justyna Iskrzycka Helena Wiśniewska              | Polonia   | 1:33,468 | SE   |
| 2   | 4      | Sabrina Hering-Pradler Melanie Gebhardt Jule Hake Tina Dietze                | Germania  | 1:34,681 | SE   |
| 3   | 6      | Li Dongyin Zhou Yu Ma Qing Wang Nan                                          | China     | 1:36,249 | SF   |
| 4   | 1      | Jaime Roberts Jo Brigden-Jones Shannon Reynolds Catherine McArthur           | Australia | 1:37,407 | SF   |
| 5   | 2      | Emma Jørgensen Julie Funch Sara Milthers Bolette Nyvang Iversen              | Danemarca | 1:38,453 | SF   |
| 6   | 5      | Natalia Podolskaya Anastasiia Dolgova Kira Stepanova Svetlana Chernigovskaya | COR       | 1:39,166 | SF   |

### Sfertul de finală
Primele șase echipaje din fiecare serie se califică în semifinale, iar celelalte sunt eliminate.
| Loc | Culoar | Canotoare                                                                     | Țară      | Timp     | Note |
| --- | ------ | ----------------------------------------------------------------------------- | --------- | -------- | ---- |
| 1   | 5      | Marharyta Makhneva Nadzeya Papok Volha Khudzenka Maryna Litvinchuk            | Belarus   | 1:35,534 | SE   |
| 2   | 4      | Li Dongyin Zhou Yu Ma Qing Wang Nan                                           | China     | 1:36,379 | SE   |
| 3   | 1      | Mariia Kichasova-Skoryk Liudmyla Kuklinovska Anastasiia Todorova Mariya Povkh | Ucraina   | 1:36,948 | SE   |
| 4   | 7      | Manon Hostens Vanina Paoletti Sarah Guyot Léa Jamelot                         | Franța    | 1:37,138 | SE   |
| 5   | 6      | Jaime Roberts Jo Brigden-Jones Shannon Reynolds Catherine McArthur            | Australia | 1:37,601 | SE   |
| 6   | 2      | Emma Jørgensen Julie Funch Sara Milthers Bolette Nyvang Iversen               | Danemarca | 1:37,682 | SE   |
| 7   | 8      | Natalia Podolskaya Anastasiia Dolgova Kira Stepanova Svetlana Chernigovskaya  | COR       | 1:38,372 | FB   |
| 8   | 3      | Andréanne Langlois Michelle Russell Alanna Bray-Lougheed Madeline Schmidt     | Canada    | 1:38,537 | FB   |

### Semifinale
Primele patru echipaje din fiecare serie se califică în semifinale, iar celelalte sunt eliminate.

#### Semifinala 1
| Loc | Culoar | Canotoare                                                          | Țară      | Timp     | Note |
| --- | ------ | ------------------------------------------------------------------ | --------- | -------- | ---- |
| 1   | 5      | Danuta Kozák Tamara Csipes Anna Kárász Dóra Bodonyi                | Ungaria   | 1:36,529 | FA   |
| 2   | 3      | Marharyta Makhneva Nadzeya Papok Volha Khudzenka Maryna Litvinchuk | Belarus   | 1:36.672 | FA   |
| 3   | 4      | Sabrina Hering-Pradler Melanie Gebhardt Jule Hake Tina Dietze      | Germania  | 1:36,737 | FA   |
| 4   | 2      | Jaime Roberts Jo Brigden-Jones Shannon Reynolds Catherine McArthur | Australia | 1:38,170 | FA   |
| 5   | 6      | Manon Hostens Vanina Paoletti Sarah Guyot Léa Jamelot              | Franța    | 1:38,202 | FB   |

#### Semifinala 2
| Loc | Culoar | Canotoare                                                                     | Țară          | Timp     | Note |
| --- | ------ | ----------------------------------------------------------------------------- | ------------- | -------- | ---- |
| 1   | 5      | Karolina Naja Anna Puławska Justyna Iskrzycka Helena Wiśniewska               | Polonia       | 1:36,078 | FA   |
| 2   | 4      | Lisa Carrington Alicia Hoskin Caitlin Regal Teneale Hatton                    | Noua Zeelandă | 1:36,293 | FA   |
| 3   | 3      | Li Dongyin Zhou Yu Ma Qing Wang Nan                                           | China         | 1:36,697 | FA   |
| 4   | 2      | Emma Jørgensen Julie Funch Sara Milthers Bolette Nyvang Iversen               | Danemarca     | 1:37,386 | FA   |
| 5   | 6      | Mariia Kichasova-Skoryk Liudmyla Kuklinovska Anastasiia Todorova Mariya Povkh | Ucraina       | 1:38,489 | FB   |

### Finale

#### Finala B
| Loc | Culoar | Canotoare                                                                     | Țară    | Timp     | Note |
| --- | ------ | ----------------------------------------------------------------------------- | ------- | -------- | ---- |
| 9   | 5      | Manon Hostens Vanina Paoletti Sarah Guyot Léa Jamelot                         | Franța  | 1:38,346 |      |
| 10  | 4      | Mariia Kichasova-Skoryk Liudmyla Kuklinovska Anastasiia Todorova Mariya Povkh | Ucraina | 1:39,276 |      |
| 11  | 6      | Andréanne Langlois Michelle Russell Alanna Bray-Lougheed Madeline Schmidt     | Canada  | 1:39,946 |      |
| 12  | 3      | Natalia Podolskaya Anastasiia Dolgova Kira Stepanova Svetlana Chernigovskaya  | COR     | 1:40,951 |      |

#### Finala A
| Loc | Culoar | Canotoare                                                          | Țară          | Timp     | Note |
| --- | ------ | ------------------------------------------------------------------ | ------------- | -------- | ---- |
| 1   | 5      | Danuta Kozák Tamara Csipes Anna Kárász Dóra Bodonyi                | Ungaria       | 1:35,463 |      |
| 2   | 3      | Marharyta Makhneva Nadzeya Papok Volha Khudzenka Maryna Litvinchuk | Belarus       | 1:36,073 |      |
| 3   | 4      | Karolina Naja Anna Puławska Justyna Iskrzycka Helena Wiśniewska    | Polonia       | 1:36,445 |      |
| 4   | 6      | Lisa Carrington Alicia Hoskin Caitlin Regal Teneale Hatton         | Noua Zeelandă | 1:37,168 |      |
| 5   | 7      | Sabrina Hering-Pradler Melanie Gebhardt Jule Hake Tina Dietze      | Germania      | 1:37,243 |      |
| 6   | 2      | Li Dongyin Zhou Yu Ma Qing Wang Nan                                | China         | 1:38,121 |      |
| 7   | 1      | Jaime Roberts Jo Brigden-Jones Shannon Reynolds Catherine McArthur | Australia     | 1:39,797 |      |
| 8   | 8      | Emma Jørgensen Julie Funch Sara Milthers Bolette Nyvang Iversen    | Danemarca     | 1:41,141 |      |